# Eric Berger
Erik August (Eric) Berger (2 januari 1936 – 23 mei 2022) was een Nederlands burgemeester. Hij was lid van achtereenvolgens de KVP en het CDA.

## Levensloop
Berger, die een rechtenstudie voltooide, werkte op de afdeling Algemene Zaken en Onderwijs van de gemeentesecretarie van Gorinchem voor hij in maart 1966 benoemd werd tot burgemeester van de gemeente Ottersum. In 1973 ging Ottersum op in de gemeente Gennep, waarvan Berger de burgemeester werd, wat hij tot 1997 zou blijven. Tussen 1967 en 1973 was hij tevens waarnemend burgemeester van de gemeente Mook en Middelaar.
Naast zijn politieke carrière was Berger medeoprichter en bestuursvoorzitter van het Genneper museum Het Petershuis, dat in 1983 openging.
Berger was commandeur in de Orde van het Heilig Graf van Jeruzalem en ridder in de Orde van Oranje-Nassau.
Eric Berger overleed in 2022 op 86-jarige leeftijd.